# Ligne de Colmar-Central à Marckolsheim
La ligne de Colmar-Central à Marckolsheim est une ancienne ligne de chemin de fer française, à voie métrique, du Haut-Rhin et du Bas-Rhin. Elle reliait les gares de Colmar et de Marckolsheim. La ligne est aujourd'hui déclassée et déposée.
Elle constituait la ligne n°129 000 du réseau ferré national.

## Historique
La section Colmar - Horbourg est ouverte le 1er décembre 1885, la ligne est prolongée jusqu'à Marckolsheim le 3 novembre 1890. Elle était alors exploitée par la « Kaysersberger Thalbahn », également chargée du chemin de fer de la vallée de Kaysersberg. La ligne est ensuite reprise par la Direction générale impériale des chemins de fer d'Alsace-Lorraine (EL). Elle était parcourue par des locomotives à vapeur bi-cabines et des T37.
La ligne est fermée au service marchandises le 31 décembre 1944 puis au service voyageurs le 31 décembre 1945. Elle est déclassée le 12 novembre 1954.

## Caractéristiques
La ligne, d'une longueur d'environ 22,5 km, desservait les gares de Colmar-Central, Colmar-Nord, Horbourg,Wihr-en-Plaine, Bischwihr, Muntzenheim, Jebsheim, Grussenheim, Elsenheim et Marckolsheim.
À Marckolsheim, une correspondance vers la gare locale de Strasbourg était possible grâce à la ligne à voie métrique du réseau suburbain de la Compagnie des transports strasbourgeois.